# Santi Domenico e Sisto

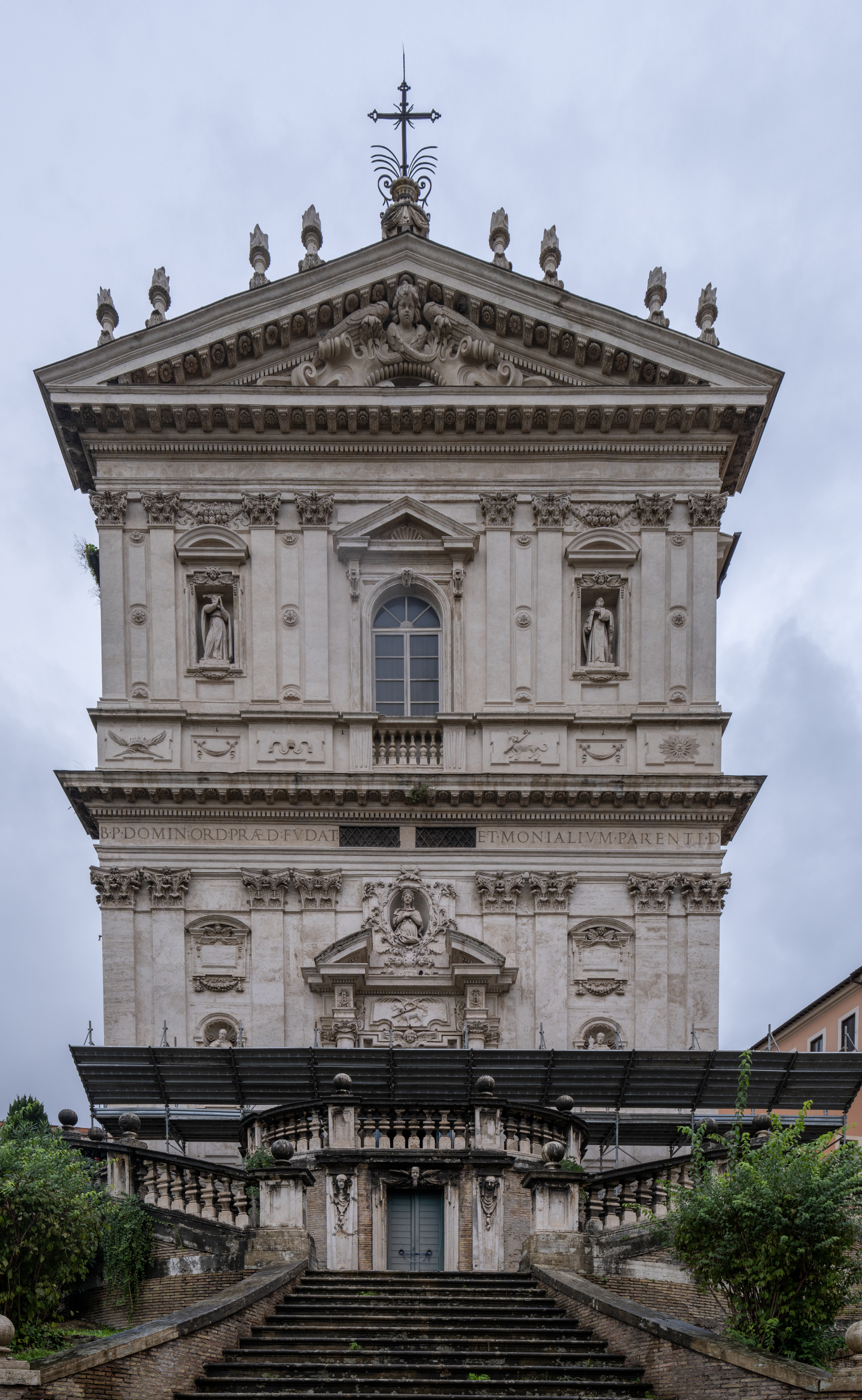
Eingangsfassade mit der Treppenanlage

Santi Domenico e Sisto (lat. Sanctorum Dominici et Sixti), auch San Sisto Nuovo, ist eine Kirche in Rom. Bekannt ist sie für die ungewöhnliche Treppenanlage sowie für ihre Deckenmalerei.

## Lage
Die Kirche liegt im I. römischen Rione Monti, etwa 150 Meter östlich des Trajansforums. Die Adresse ist Via Panisperna, Largo Angelicum, 1, 00185 Roma. Sie liegt auf dem Areal der Päpstlichen Universität Heiliger Thomas von Aquin ("Angelicum").

## Architektur

### Baugeschichte
Das heutige Kirchengebäude ist Nachfolgerbau der mittelalterlichen Kirche Santa Maria Bagnanapoli als Konventskirche für die Dominikanerinnen von San Sisto Vecchio und wird daher auch San Sisto Nuovo genannt. Die Bautätigkeiten zogen sich über einen Zeitraum von knapp 100 Jahren hin; es waren letztlich insgesamt acht Architekten und Baumeister damit befasst. Daher ist auch die Zuschreibung einzelner Bauteile an die Beteiligten schwierig und nicht ganz geklärt. Der Entwurf stammt von Domenico de Mezzana; er errichtete wohl den Grundriss sowie Teile des Chores. Etwa 1579 dürfte Giacomo della Porta den Bau weitergeführt haben; er errichtete wohl das Presbyterium, den Turm und Teile des Langhauses. Nach della Portas Tod 1602 übernahm Nicolo Torriani ab 1609 die Bauleitung und vollendete den Bau bis 1632. Die Zuschreibung der Fassade – sie entstand von 1628 bis 1632 – ist umstritten; sie wird Giovanni Battista Soria zugeschrieben, was aber angezweifelt wird. Möglicherweise stammt auch sie von Torriani, möglich ist auch, dass dieser sie nach Entwürfen Sorias errichtete. Die Treppenanlage ist ein Werk Vincenzo della Grecas und wurde zwischen 1654 und 1657 errichtet. Das betrifft allerdings nur den oberen, doppelläufigen Teil der Treppe, der untere wurde erst im 19. Jahrhundert nach einer notwendig gewordenen Geländeabsenkung angefügt. Diese Absenkung und der untere Treppenbau führten zur heutigen, verzerrten Wahrnehmung der Fassade, sie wirkt dadurch viel zu steil.

### Fassade und Treppenanlage
Die Fassade ist zunächst zweigeschossig und dreiachsig ausgeführt. Sie gilt aufgrund der Tatsache, dass beide Geschosse die gleiche Breite haben und die Anzahl der Achsen in beiden gleich ist, als typisch für Sorias Arbeiten; ähnliche hat er zum Beispiel für San Carlo ai Catinari oder San Gregorio Magno errichtet. Sie ist im Unter- wie im Obergeschoss durch paarweise gestellte Pilaster mit Kapitellen korinthischer Ordnung gegliedert. In die Wandflächen sind dekorative Motive, so zum Beispiel Fruchtgirlanden, und Nischen mit Heiligenfiguren eingefügt. Im Untergeschoss sind dies die Patrone Sixtus, links, und Dominik, rechts. Die beiden Marmorskulpturen wurden um 1654 von Marcantonio Canini geschaffen. Im oberen Stockwerk befinden sich die Darstellungen des Petrus Martyr, links, und des. Hl. Thomas von Aquin, rechts; beide stammen von Stefano Maderno. Das Portal wird von einem durchbrochenen Segmentgiebel überfangen, das darüberliegende Fenster von einem Dreiecksgiebel. Ein von Flammenvasen bekrönter, kräftiger Dreiecksgiebel schließt die Fassade nach oben ab. Die Fassade gilt wegen der fehlenden Staffelung der Pilasterordnung und des unverkröpften Gebälks als „flach und akzentlos“.

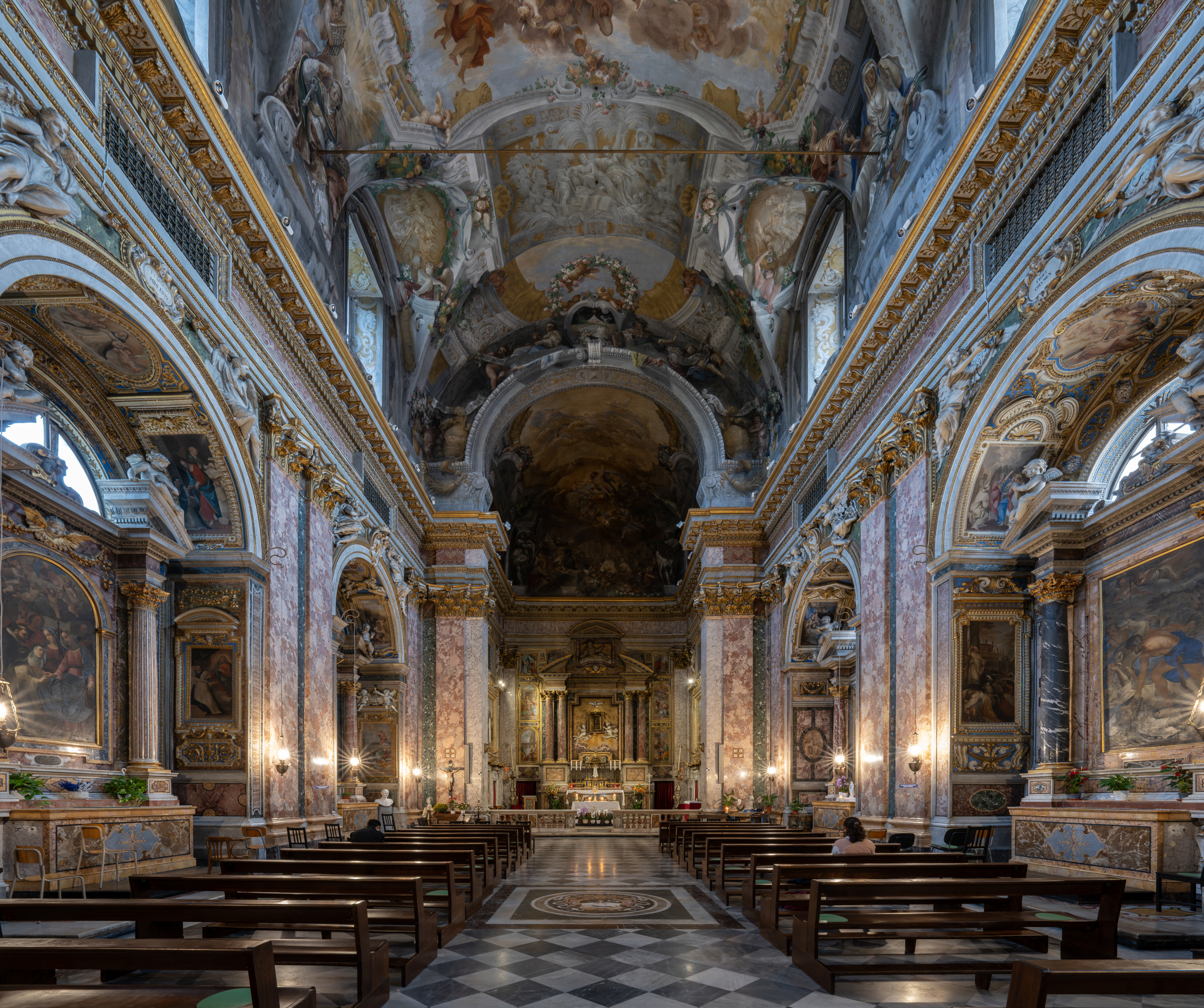
Blick zum Hochaltar

Die von einem Plateau abgehende Treppenanlage des 17. Jahrhunderts ist die erste doppelläufige Treppe in der römischen Architektur. Eigentlich war eine solche Treppenausführung bis dahin nur in der Gartenarchitektur bekannt; ihre Gestaltung war Vorbild für die berühmte Spanische Treppe.

### Innenraum
Die Kirche ist eine einschiffige Saalkirche mit Seitenkapellen unter den hochbarock verzierten Arkadenbögen; dementsprechend verfügt sie über kein Querschiff. Die Flächen zwischen den Bögen werden abermals von paarweise gestellten Pilastern gegliedert. Das Kirchenschiff wird von einem Tonnengewölbe überfangen. Ungewöhnlich hoch angesetzt ist der Triumphbogen, der auf Podesten mit aufrecht gestellten Voluten ruht. Die Kirche ist reich mit Stuckornamentik und Blattgold verziert.

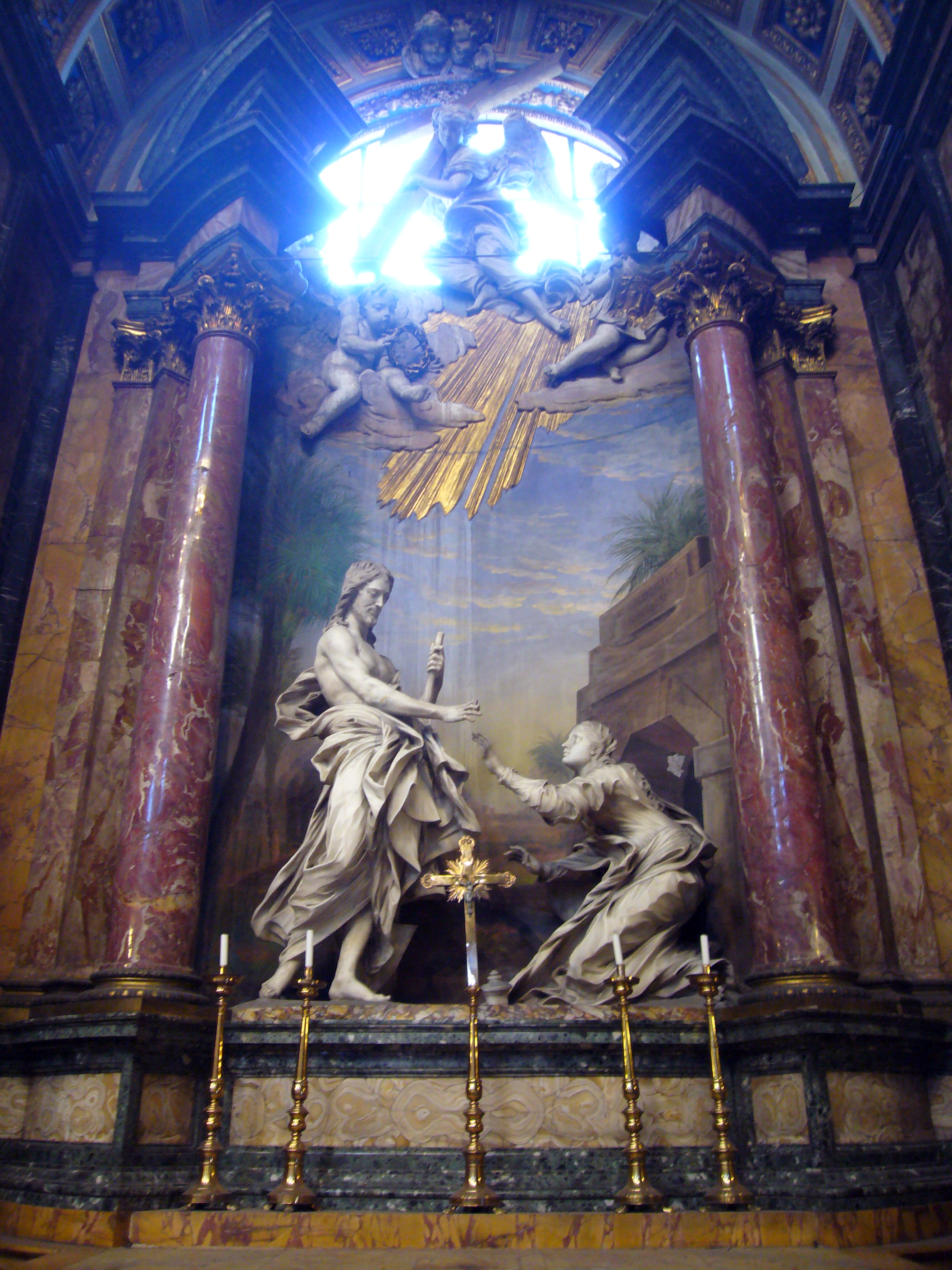
Die Noli me tangere-Gruppe von Raggi

### Ausstattung
Bekannt ist die Kirche für das Fresko des Tonnengewölbes. Es stellt die Glorie des Hl. Dominik dar und ist eines der Hauptwerke illusionistischer Malerei in Rom. Geschaffen wurde es von Domenico Maria Canuti und Enrico Haffner in den Jahren 1674/75. Es wurde damit etwa kurz nach dem ebenfalls berühmten Deckenfresko von Giovanni Battista Gaulli in der Hauptkirche der Jesuiten Il Gesù geschaffen und kann als Beitrag zum Wettstreit beider Orden verstanden werden. Im gleichen Stil führten beide Künstler wenig später noch die Apotheose des Romulus im Palazzo Altieri aus.
Der Hauptaltar wurde von Gianlorenzo Bernini entworfen.
Auf dem rechten Nebenaltar befindet sich eine vollplastische Gruppe mit einer Noli-me-tangere-Darstellung von Antonio Raggi aus dem Jahr 1649; der Entwurf hierfür kam ebenfalls von Bernini.
Die zweite Kapelle rechts enthält noch ein Fresko des 15. Jahrhunderts, möglicherweise von Benozzo Gozzoli.

## Kloster
Das angeschlossene Kloster wurde 1575 von Dominikanerinnen gegründet, die von San Sisto Vecchio an der Via Appia hierher auf den Quirinal umzogen. 1871 wurde das Kloster von der Regierung des Königreichs Italien konfisziert und 1928 wiederum an den Dominikanerorden verkauft. Die Dominikanerinnen, die seit 1871 in einem Nebengebäude wohnten, zogen in das Kloster bei Santa Maria del Rosario auf dem Monte Mario. Seit 1932 nutzt die Päpstliche Universität Heiliger Thomas von Aquin das erweiterte Klostergebäude. Santi Domenico e Sisto dient seither als Universitätskirche.

## Titeldiakonie
Am 21. Oktober 2003 wurde die Kirche von Papst Johannes Paul II. zur Titeldiakonie der römisch-katholischen Kirche erhoben
- Georges Marie Martin Kardinal Cottier OP (21. Oktober 2003 – 31. März 2016)
- José Tolentino Kardinal Calaça de Mendonça (seit 5. Oktober 2019)

## Trivia
Für den Film La Grande Bellezza wurde die Beerdigungsszene in der Kirche gedreht.